# Język eteocypryjski

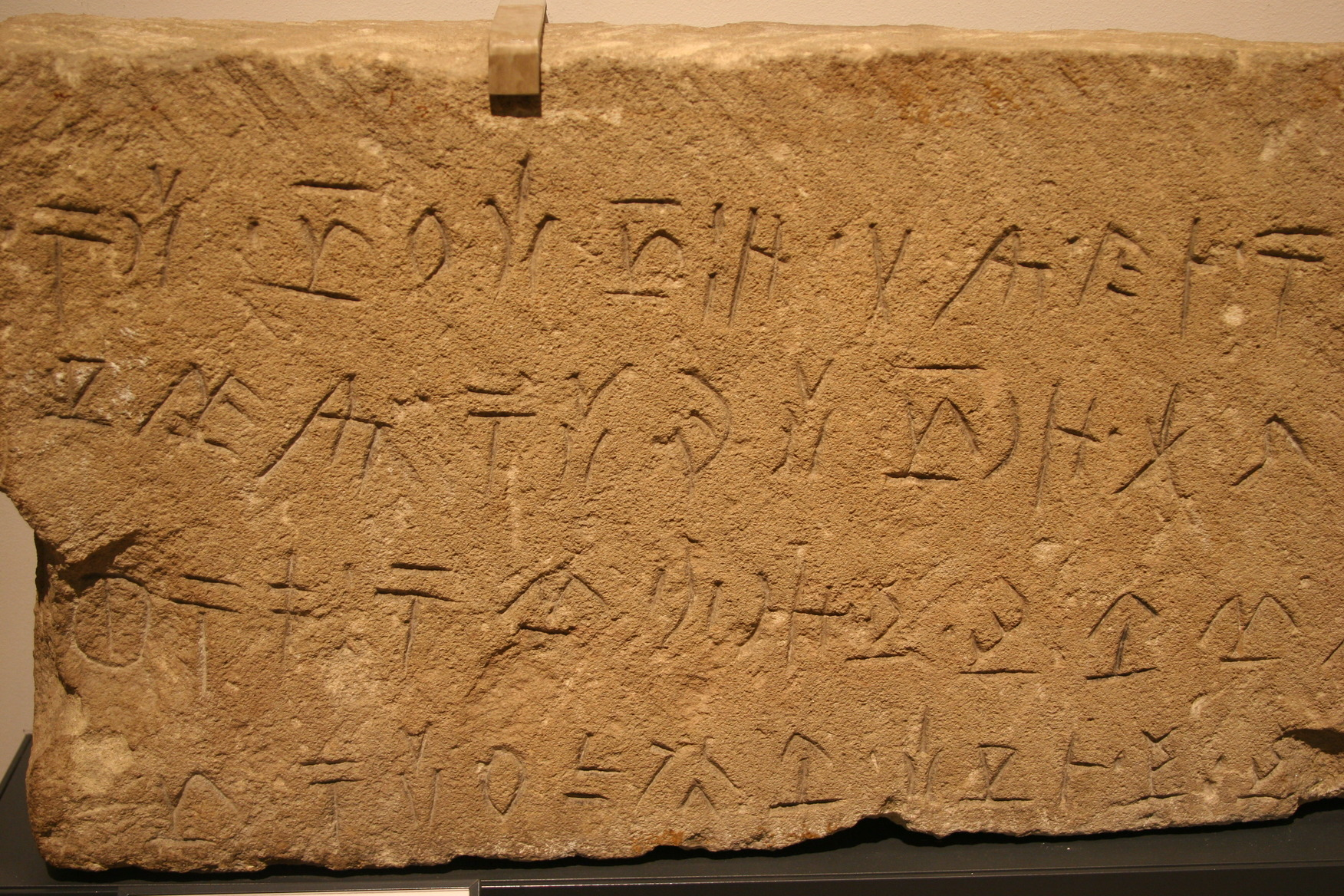
Inskrypcja w języku eteocypryjskim, Ashmolean Museum

Język eteocypryjski – wymarły język, używany na Cyprze w epoce żelaza. Nazwy eteocypryjski (gr. eteo- 'prawdziwy'), za sugestią V. Gradthausena, użył po raz pierwszy, w 1932 Friedriech, w analogii do eteokreteńskiego. Do zapisu języka używano sylabicznego pisma cypryjskiego, pochodzącego od linearnego A (przez jego wariant cypro-minojski, zwany linearnym C). Od około X w. p.n.e. pod silnym wpływem arkadyjsko-cypryjskiego dialektu języka greckiego, ostatecznie wymarł około IV w. p.n.e.
Język jest wciąż niezrozumiały, z wyjątkiem znaczenia kilku słów, zaświadczonych w dwujęzycznych inskrypcjach. Takie zagadnienia jak składnia czy odmiana bądź aglutynacyjność pozostają nieznane. Częściowe tłumaczenia oparte są w dużej mierze na przyjętej przez tłumacza rodzinie językowej, do której miał należeć. Nie ma jednak żadnej spójności, niektórzy językoznawcy, na przykład,
Cyrus Gordon wskazuje na zachodniosemicką proweniencję. Th. Petit sugerował, że mógł być spokrewniony z huryckim i urartyjskim.
Proponowano też pokrewieństwo z anatolijskimi, iliryjskim (sic!) i tyrreńskimi.

## Inskrypcje
Najsłynniejszą eteocypryjską inskrypcją jest grecko-eteocypryjski tekst wyryty na kamiennej płycie z czarnego marmuru, odnalezionej w 1913 roku, w ruinach starożytnego miasta – Amathus. Datowana na ok. VI w. p.n.e. i zawiera dialektu attyckiego greki i eteocypryjskiego. Tekst eteocypryjski jest zapisany, przy pomocy cypryjskiego pisma sylabicznego, biegnie od prawej do lewej, tekst grecki zapisany majuskułą, od lewej do prawej, poniżej tekstu eteocypryjskiego. Podobnie, jak w innych inskrypcjach eteocypryjskich, można tu jedynie zidentyfikować imiona własne, występujące w tekście greckim. Na uwagę zwracają końcówki słów: -se, -so, -na, -ko, -no oraz – jak się wydaje, bardzo ważny, zrostek -oti. Sugerowano, że o-i-te może oznaczać spójnik 'i'/'lub'.
Eteocypryjski: 

1:a-na ma-to-ri u-mi-e-s[a]-i mu-ku-la-i la-sa-na a-ri-si-to-no-se a-ra-to-wa-na-ka-so-ko-o-se

2:ke-ra-ke-re-tu-lo-se ta-ka-na-[?-?]-so-ti a-lo ka-i-li-po-ti

Proponowana wymowa: 

1: Ana mator-i um-iesa-i Mukula-i Lasana Ariston-ose Artowanaksoko-ose

2: kera keretul-ose. Ta kana (kuno) sot-i, ail-o kail-i pot-i.

Grecki: 

3: Η ПΟΛΙΣ Η АΜАΘΟΥΣΙΩΝ ΑΡΙΣΤΩΝΑ

4: ΑΡΙΣΤΩΝΑΚΤΟΣ ΕΥΠΑΤΡΙΔΗΝ

tłumaczenie Cyrusa Gordona: 

Miasto Amathusyjczyków (uhonorowało) szlachetnego Arystona Arystonaksowicza.
Również w Amathus odnaleziono, prawdopodobnie eteocypryjską monetę, wybitą na cześć króla Amathus – nijakiego Purwosa. Pochodzi z ok. 390 r. p.n.e., zarówno na rewersie, jak i awersie – wyryto jego imię – pu–ru–wo–so. Kolejnym przykładem, może być, datowana na VI w. p.n.e., inskrypcja z Pafos, zawierająca następujący tekst:

strona 1: ka-sa-ma ?-pi-ti e-ta-?

strona 2: a-?-ta-to a-la—sa-se

## Hipoteza tyrreńska
Ferner, przyjmując etruskie i lemnijskie pokrewieństwo, odtworzył znaczenie następujących słów:
- aisona – boży, Bogów, etr. aisuna 'boży'
- ana – on, an-oti 'od niego', etr. an 'on, ona'
- eki – tu, etr. cei
- kail – ziemia, kail-i 'w ziemi', etr. cel-i 'w ziemi'
- Kan – dać, kan-a, kan-io 'dar, podarek, prezent', kun-o 'dany', etr. cen-u 'dany'
- Lasana – Tyrreńczycy/Etruskowie, etr. Rasna/Rasenna Tyrreńczycy/Etruskowie '
- man – leżeć, man-a 'leży', etr. mene
- mator – miasto, polis, etr. methlum – gmina, okręg miejski
- mun – ziemia, poletko, mun-oti 'w ziemi', etr. muni, munθ
- oite – matka, etr. ati 'matka'
- sot – grób, soti 'w grobie', etr. šuθ: 'grób'
- ta – ów/owa, tan 'ów/owa', tan-oti 'wewnątrz owego', etr. ta
- taraw – dać, taraw-i 'być danym', taraw- 'dany', etr. tur-u 'dany'
- tu – tu, etr. θui 'tu'
- um – poświęcać, um-iesa-i 'poświęcony', lemn. aumai ' poświęcony '